# 마리 드나르노
마리 드나르노(Marie Denarnaud, 1978년 8월 30일 ~ )는 프랑스의 배우이다.

## 출연 작품
- 트리트 미 라이크 파이어 (2018)
- 다이빙: 그녀에 빠지다 (2017)
- 마리 퀴리 - 지식의 용기 (2016)
- 숨 막히는 (2014)
- 더미 짐 (2013)
- 네이키드 솔 (2012)
- 마린 (2011)
- 트렝블레 앙 프랑스 (2010)
- 베베 (2008)
- 라이벌즈 (2008)
- 우리들의 재회 (2007)
- 검은 밤, 1961년 10월 17일 (2005)
- 육체, 그 참을 수 없는 가벼움 (2003)
- 내 아내는 여배우 (2001)
- 카오스 (2001)